# Жеремі Доку
Жеремі Доку (фр. Jérémy Doku, нар. 27 травня 2002, Антверпен) — бельгійський футболіст ганського походження, нападник англійського клубу «Манчестер Сіті» та національної збірної Бельгії.

## Клубна кар'єра
Народився 27 травня 2002 року в місті Антверпен. Вихованець юнацьких команд футбольних клубів «Беєрсхот» та «Андерлехт».
У дорослому футболі дебютував виступами за команду «Андерлехт» 25 листопада 2018 року в матчі проти «Сент-Трюйдена», дебютувавши у Жюпіле лізі у віці 16 років. За два роки у клубі Доку взяв участь у 37 матчах в усіх турнірах за клуб і забив 6 голів.
5 жовтня 2020 року за 26 мільйонів євро плюс бонуси Доку перейшов у французький «Ренн», підписав контракт з клубом на п'ять років. Таким чином, він став найдорожчим гравцем в історії клубу, обійшовши Лукаса Северіно, придбаного за 21,3 млн євро. Станом на 2 травня 2021 року відіграв за команду з Ренна 29 матчів в національному чемпіонаті.

## Виступи за збірні
2017 року дебютував у складі юнацької збірної Бельгії (U-15). З командою до 17 років Доку взяв участь у юнацькому чемпіонаті Європи 2018 року в Англії, дійшовши до півфіналу. На турнірі він зіграв у трьох матчах і в поєдинку проти данців (1:0) забив гол. Наступного року знову поїхав на юнацький чемпіонат Європи в Ірландії, де зіграв у чотирьох матчах, а його команда посіла 6 місце. Загалом на юнацькому рівні взяв участь у 31 іграх, відзначившись 11 забитими голами.
З 2019 року залучався до складу молодіжної збірної Бельгії. На молодіжному рівні зіграв у 4 офіційних матчах, забив 1 гол.
5 вересня 2020 року дебютував в офіційних матчах у складі національної збірної Бельгії в грі Ліги націй УЄФА проти Данії (2:0), а через три дні в наступній грі проти Ісландії (5:1) Доку забив свій перший гол за збірну.
У травні 2021 року Доку був включений до заявки збірної на чемпіонат Європи 2020 року.

## Статистика виступів

### Статистика клубних виступів
| Сезон                 | Команда               | Чемпіонат             | Чемпіонат | Чемпіонат | Національний кубок | Національний кубок | Національний кубок | Континентальні кубки | Континентальні кубки | Континентальні кубки | Інші змагання | Інші змагання | Інші змагання | Усього | Усього | Усього |
| Сезон                 | Команда               | Ліга                  | Ігор      | Голів     | Ліга               | Ігор               | Голів              | Ліга                 | Ігор                 | Голів                | Ліга          | Ігор          | Голів         | Ігор   | Голів  |        |
| --------------------- | --------------------- | --------------------- | --------- | --------- | ------------------ | ------------------ | ------------------ | -------------------- | -------------------- | -------------------- | ------------- | ------------- | ------------- | ------ | ------ | ------ |
| 2018–19               | «Андерлехт»           | Л1                    | 5+1       | 0         | КБ                 | 0                  | 0                  |                      | -                    | -                    |               | -             | -             | 6      | 0      |        |
| 2019–20               | «Андерлехт»           | Л1                    | 21        | 3         | КБ                 | 3                  | 1                  |                      | -                    | -                    |               | -             | -             | 24     | 4      |        |
| 2020–21               | «Андерлехт»           | Л1                    | 7         | 2         | КБ                 | 0                  | 0                  |                      | -                    | -                    |               | -             | -             | 7      | 2      |        |
| Усього за «Андерлехт» | Усього за «Андерлехт» | Усього за «Андерлехт» | 34        | 5         |                    | 3                  | 1                  |                      | -                    | -                    |               | -             | -             | 37     | 6      |        |
| 2020–21               | «Ренн»                | Л1                    | 29        | 2         | КФ                 | 1                  | 0                  | ЛЧ                   | 6                    | 0                    | -             | -             | -             | 36     | 2      |        |
| Усього за кар'єру     | Усього за кар'єру     | Усього за кар'єру     | 63        | 7         |                    | 4                  | 1                  |                      | 6                    | 0                    |               | -             | -             | 73     | 8      |        |